# Gà tây nhà
Gà tây nhà là tên gọi giống gà thuộc loài gà tây hoang (Meleagris gallopavo) đã được thuần hóa và nuôi dưỡng như một loại gia cầm để cung cấp nguồn thực phẩm. Thịt gà tây đặc biệt thông dụng tại các nước phương Tây. Trong tiếng Việt, chúng được gọi là gà tây vì chúng được du nhập vào Việt Nam từ các nước phương Tây. Gà tây nhà là loại gia cầm có nguồn gốc từ châu Mỹ, hiện được nuôi ở nhiều nước trên thế giới. Thịt gà tây thường được người Mỹ và người các nước phương Tây dùng cho các món nướng và ngày nay, chúng được dùng nhiều cho lễ Tạ ơn hay những buổi tiệc gia đình.

## Đặc điểm
Gà tây trống có thân hình lớn hơn gà mái. Khi con người đem về thuần hóa để cho chúng trở thành loài gia cầm thì trọng lượng của gà tây trống có thể đạt từ 7,8 kg cho đến 11 hay 12 kg. Trong khi đó, gà tây mái thì có thể trọng nhỏ hơn, chỉ khoảng 3 cho đến 4 kg. Khi được thuần hóa, chúng có thân hình quá nặng nề nên không thể bay dù chỉ một đoạn ngắn và sau khi được thuần chủng và lai tạp, chúng có thêm một loại trắng và bông từ đó Gà tây có màu lông bông xám đen hoặc xám trắng, một số ít có màu lông trắng, gà trống có màu lông sặc sỡ.
Gà tây trống khi đạt đến tuổi trưởng thành là khoảng 10 tháng, vì chúng có thể trọng lớn. Còn gà tây mái trưởng thành sớm hơn, khoảng 8 tháng tuổi. Gà tây con rất khó nuôi, nhưng khi chúng được 2 tháng tuổi, chúng sẽ lớn rất nhanh. Gà tây trống khi trưởng thành, có thể xòe đuôi ra, trong giống như một con công vậy, gà tây mái cũng có thể làm được, nhưng rất hiếm thấy. Khi trời vừa sáng, gà tây trống thường xòe đuôi, ve vãn gà mái, để đáp lại, gà mái cũng xòe đuôi, nhưng nhỏ hơn gà trống.

## Chăn nuôi

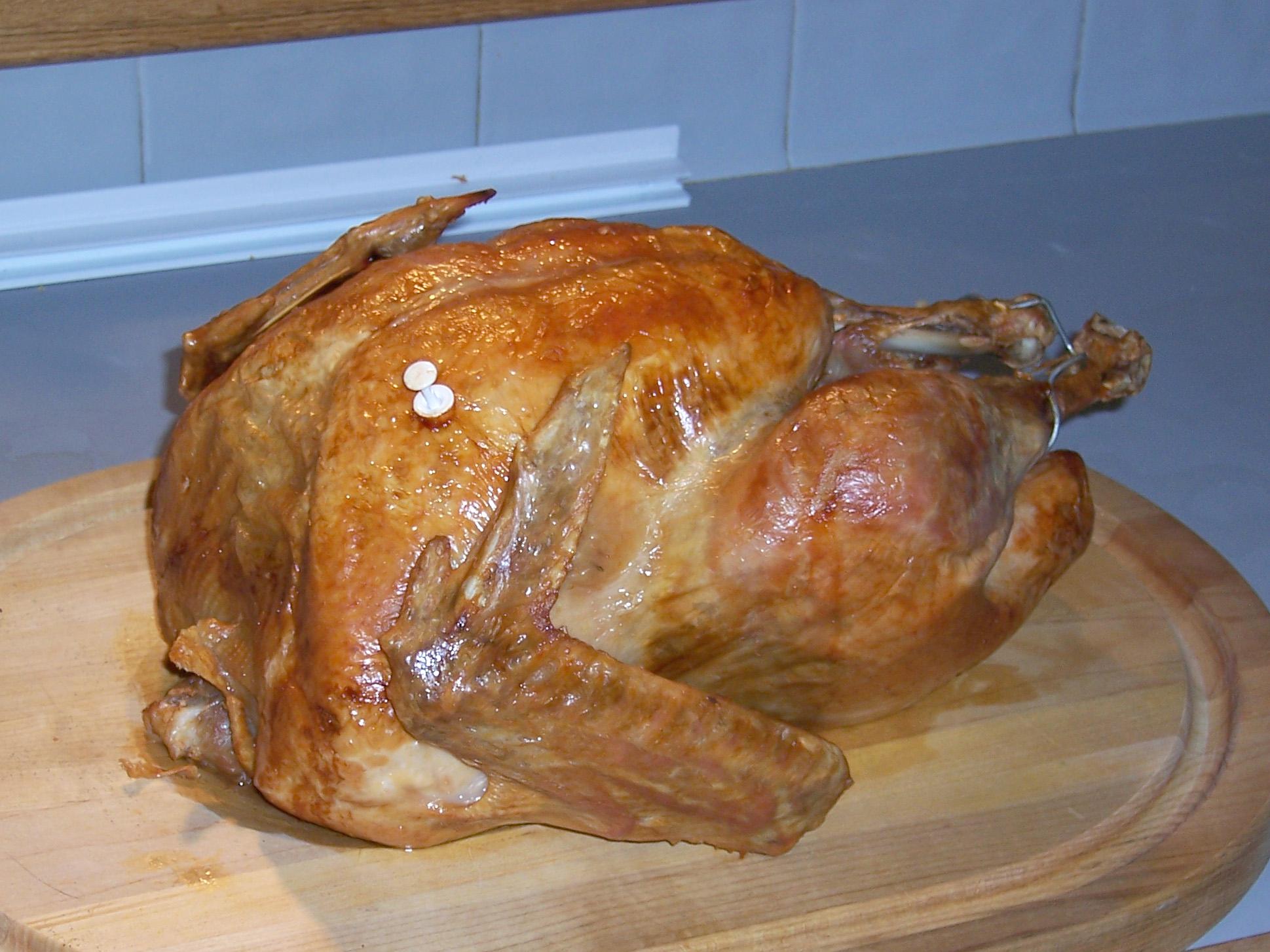
Thịt gà tây nhà

Thức ăn của gà tây cũng giống như gà ta. Gà tây rất dễ nuôi. Nó hiền lành và chăm kiếm mồi. Món ưa thích của gà tây lại là cỏ. Thực ra, nó ăn nhiều loại cỏ, lá khác nhau. Nó cũng ăn ngũ cốc, đậu đỗ, cám bã. Ngoài ra, nó ăn tới 30-40% là rau xanh, cỏ lác. Vì vậy, người nuôi gà tây thường chăn thả trên những bãi cỏ, những cánh đồng hoặc nuôi nhốt trong những sân chơi rộng.
Gà trưởng thành 28-30 tuần tuổi có thể đạt 5–6 kg/con trống và 3–4 kg/con mái và bắt đầu đẻ trứng. Gà tây chỉ khó nuôi ở giai đoạn từ 3 tháng tuổi. Sau 3 tháng tuổi, nuôi chúng dễ hơn nhiều. Chúng ăn khỏe, lớn nhanh và ít bị bệnh tật. Gà tây nuôi 6-7 tháng thì bán. Tùy từng giống (gà tây đen, gà tây trắng hoặc gà tây lông màu đồng) mà trọng lượng của chúng có thể đạt từ 10–20 kg/con. Con đực lớn hơn con cái.
Gà tây đẻ trứng và tự ấp, mỗi lứa đẻ từ 10-12 quả, trọng lượng trứng 60-65g/quả, thời gian ấp nở 28-30 ngày, tỉ lệ ấp nở 65-70%, tỉ lệ nuôi sống 60-65%, sản lượng trứng 70-80 quả/mái/năm. Gà tây có khả năng sử dụng tốt các loại thức ăn thô xanh, tiết kiệm được lương thực, có thể trọng lớn, thời gian sinh trưởng dài, phẩm chất thịt ngon, chất lượng tốt, tỉ lệ protein cao (trên 22%), tỉ lệ mỡ rất thấp (dưới 0,5%). Giai đoạn úm gà con từ 1-4 tuần tuổi. Cho gà ăn nhiều lần trong ngày (ít nhất 4-5 lần/ ngày). Về nước uống. Dùng nước sạch, mát cho gà uống, không để cho gà thiếu nước, trong tháng đầu nên bổ sung sinh tố tổng hợp: B-complex hoặc Ovimix cho gà uống.

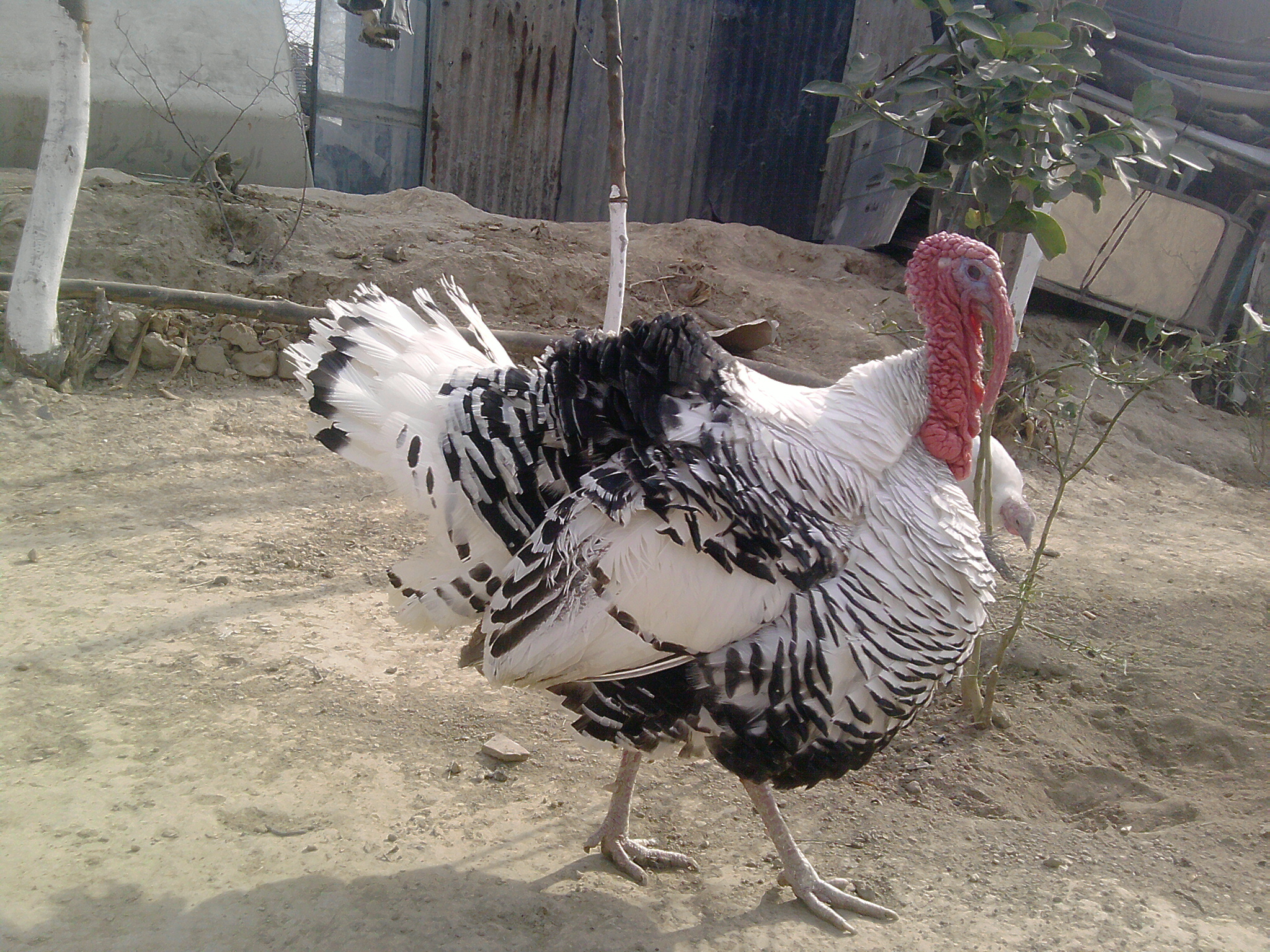
Một con gà tây nhà

Giai đoạn gà choai 5-8 tuần tuổi thì về thức ăn cần yêu cầu Protein thô 20%, năng lượng trao đổi 2.800-2.900 Kcal/kg Tă. có thể dùng thức ăn hỗn hợp hoặc thức ăn tự trộn, nhưng phải cân đối đầy đủ các chất dinh dưỡng, nhất là đạm, khoáng và sinh tố... Gà tây có khả năng tiêu hóa và hấp thu tốt thức ăn thô xanh, cho nên ngay từ giai đoạn này cần tập cho gà ăn rau xanh. Cho ăn 3-4 lần/ngày. Giai đoạn thả vườn 9-28 tuần tuổi đây là Giai đoạn nuôi thịt thả vườn. Trong thực phẩm thì yêu cầu Protein thô 16-18%, năng lượng trao đổi 2800-2900 Kcal/kg thức ăn.
Vỗ béo gà tây từ 7-10 ngày trước khi xuất bán, nên vỗ béo gà tây bằng lúa gạo, tấm, bắp xay nấu (bung)... Cho gà ăn tự do nhưng giai đoạn nuôi hậu bị thả vườn thì cho gà ăn vừa phải để khống chế khối lượng, tránh mập quá hay ốm quá, gà đều đẻ kém, không vỗ béo gà hậu bị đe nuôi sinh sản. Thức ăn cho gà đẻ yêu cầu cao hơn gà thịt, protein thô 18-20%, năng lượng trao đổi 2800-2900 Kcal/kg thức ăn cho nên cần bổ sung thêm thức ăn giàu đạm, khoáng và sinh tố cho gà như: cá, tôm, cua, còng, hến, giun đất, bột xương, bột sò, bột cỏ và rau xanh các loại... gà tây ăn nhiều rau xanh, mỗi ngày có thể ăn từ 300-400 g/con.

## Gà tây trong ẩm thực

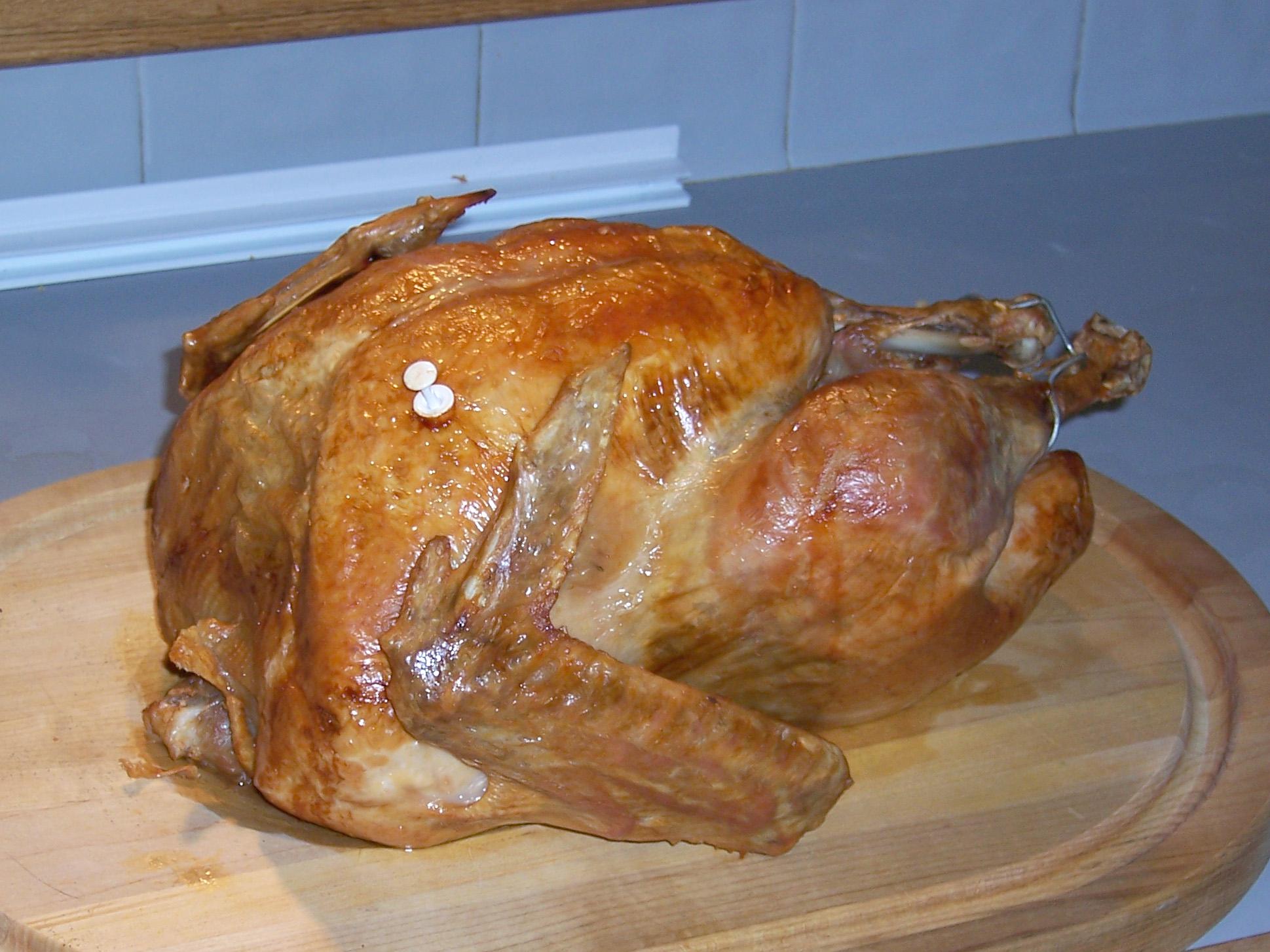
Một con gà tây nướng sẵn sàng cho bữa ăn truyền thống Lễ Tạ Ơn tại Hoa Kỳ.

Khoảng 620 triệu con gà tây được giết mổ hàng năm trên toàn thế giới để lấy thịt. Gà tây thường được ăn trong các bữa tiệc lễ Giáng sinh tại hầu hết các nước nói tiếng Anh (gà tây nhồi) kể từ khi xuất hiện ở Anh vào thế kỷ 16, cũng như trong ngày Lễ Tạ Ơn tại Hoa Kỳ và Canada. Trước đây, ăn gà tây chủ yếu chỉ xảy ra trong các dịp đặc biệt như thế này, nhưng hiện nay, gà tây được ăn quanh năm và trở thành một phần thường xuyên trong nhiều chế độ ăn uống.
Gà tây được bán đã cắt lát và băm nhỏ, cũng như "nguyên con" như gà với đầu, chân và lông đã được loại bỏ. Gà tây nguyên con đông lạnh vẫn phổ biến. Gà tây lát thường được dùng như một loại thịt bánh mì hoặc được phục vụ như món thịt nguội; trong một số trường hợp, khi các công thức yêu cầu gà, có thể thay thế bằng gà tây. Ngoài ra, gà tây băm thường được quảng cáo như một loại thịt bò băm lành mạnh. Nếu không chuẩn bị cẩn thận, thịt gà tây nấu chín có thể không ẩm ướt như các loại thịt gia cầm khác như gà hay vịt. Ngực gà tây có thể được nhúng vào bột mì để thay thế cho miếng gà viên rán.
Gà tây hoang dã, mặc dù thuộc cùng một loài với gà tây nhà, có mùi vị rất khác biệt so với gà tây nuôi trong trang trại. Trái ngược với gà tây nhà, hầu hết thịt gà tây hoang dã đều có màu "tối" (kể cả ngực) và hương vị đậm đà hơn. Hương vị cũng có thể thay đổi theo mùa với sự thay đổi trong thức ăn có sẵn, thường khiến thịt gà tây hoang dã có hương vị đậm đà hơn vào cuối mùa hè do lượng côn trùng lớn hơn trong khẩu phần ăn của nó trong những tháng trước đó. Gà tây hoang dã đã ăn chủ yếu cỏ và ngũ cốc sẽ có hương vị nhẹ hơn. Các giống gà tây cổ truyền cũng có hương vị khác nhau.
Khác với trứng gà, vịt và cú, trứng gà tây không được bán phổ biến như thực phẩm do nhu cầu cao về gà tây nguyên con và sản lượng trứng gà tây thấp hơn so với các loại gia cầm khác. Giá trị của một quả trứng gà tây được ước tính là khoảng 3,50 USD trên thị trường mở, cao hơn đáng kể so với một hộp trứng gà tô một tá.
Thịt gà tây trắng thường được coi là có lợi cho sức khỏe hơn thịt tối do chứa ít chất béo hơn, nhưng sự khác biệt về dinh dưỡng nhỏ. Mặc dù gà tây được cho là gây buồn ngủ, nhưng các bữa tiệc lễ thường là bữa ăn lớn với các loại tinh bột, chất béo và cồn được phục vụ trong môi trường thư giãn, tất cả đều góp phần làm người ta buồn ngủ sau bữa ăn hơn là tryptophan trong gà tây.

### Nấu ăn

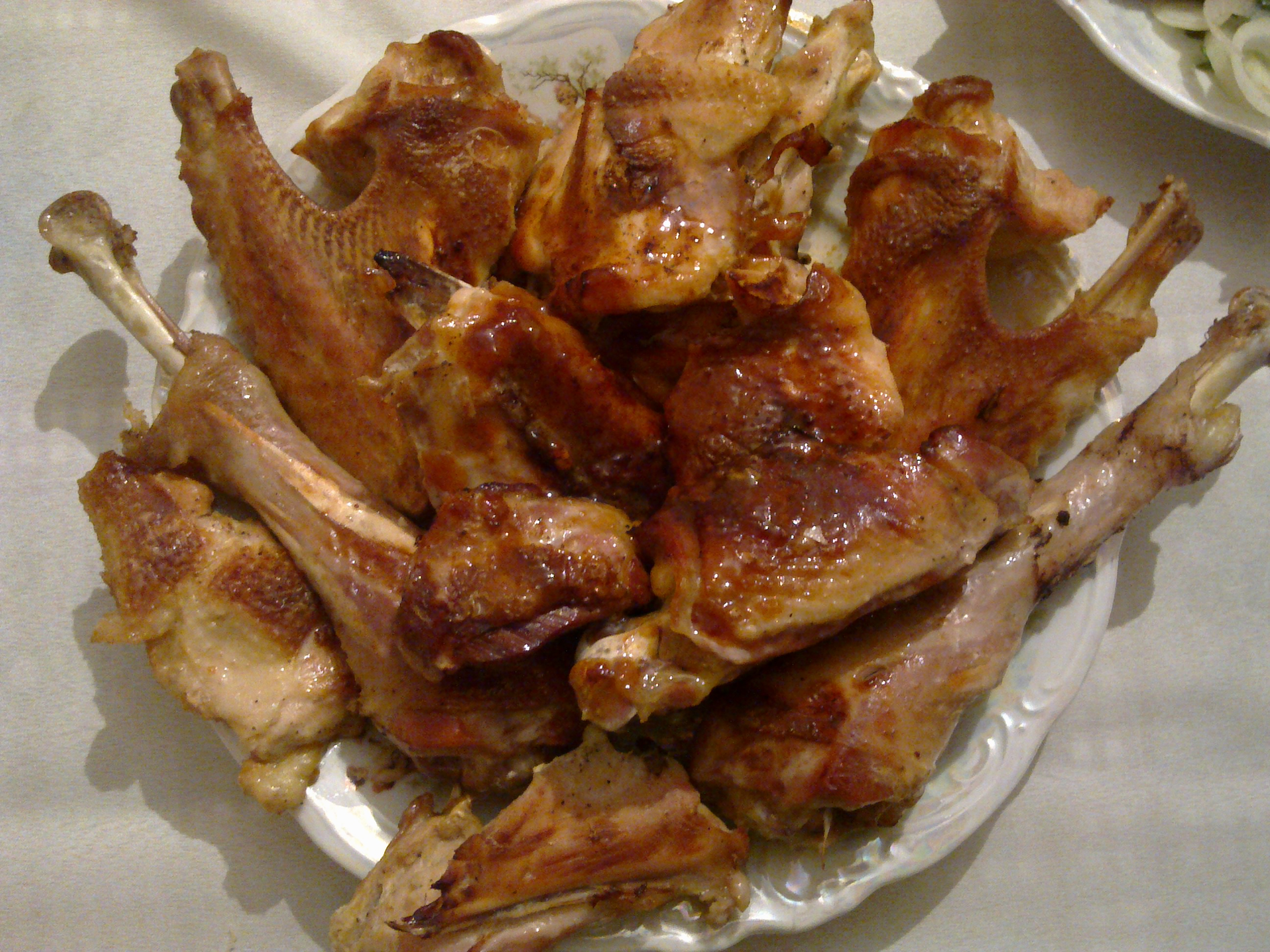
Gà tây nướng

Cả gà tây tươi và đông lạnh đều được sử dụng để nấu ăn; như hầu hết các loại thực phẩm khác, gà tây tươi thường được ưa chuộng hơn, mặc dù giá cả cao hơn. Vào dịp lễ, nhu cầu cao về gà tây tươi thường làm cho việc mua chúng mà không cần đặt hàng trước trở nên khó khăn. Đối với loại đông lạnh, kích thước lớn của gà tây thường được sử dụng cho tiêu thụ làm cho việc rã đông chúng trở thành một công việc lớn: một con gà tây có kích thước thông thường sẽ mất vài ngày để rã đông đúng cách.
Gà tây thường được chế biến bằng cách quay trong lò trong vài giờ, thường là trong quá trình đầu bếp chuẩn bị các món ăn khác trong bữa ăn. Đôi khi, để tăng hương vị và độ ẩm, con gà tây sẽ được ngâm trong nước muối trước khi quay. Điều này trở nên cần thiết vì thịt màu sẫm cần đến một nhiệt độ cao hơn để biến chất tất cả hợp chất myoglobin so với thịt màu trắng (chứa ít myoglobin), vì thế, khi được nấu chín đủ, phần thịt màu sẫm thường khô hơn phần thịt ức. Việc ướp nước muối có thể giúp nấu chín đầy đủ phần thịt màu sẫm mà không làm khô phần thịt ức. Trước khi phục vụ, gà tây đôi khi được trang trí bằng diềm gà tây.
Ở một số khu vực, đặc biệt là ở miền Nam của Hoa Kỳ, gà tây cũng có thể được chiên sâu trong dầu nóng (thường là dầu lạc) trong khoảng 30 đến 45 phút bằng cách sử dụng máy chiên gà tây. Chiên sâu gà tây đã trở thành một trào lưu, nhưng có những hậu quả nguy hiểm đối với những người không chuẩn bị sẵn sàng xử lý an toàn lượng dầu nóng lớn được yêu cầu.